# Pieschelsche Mühle

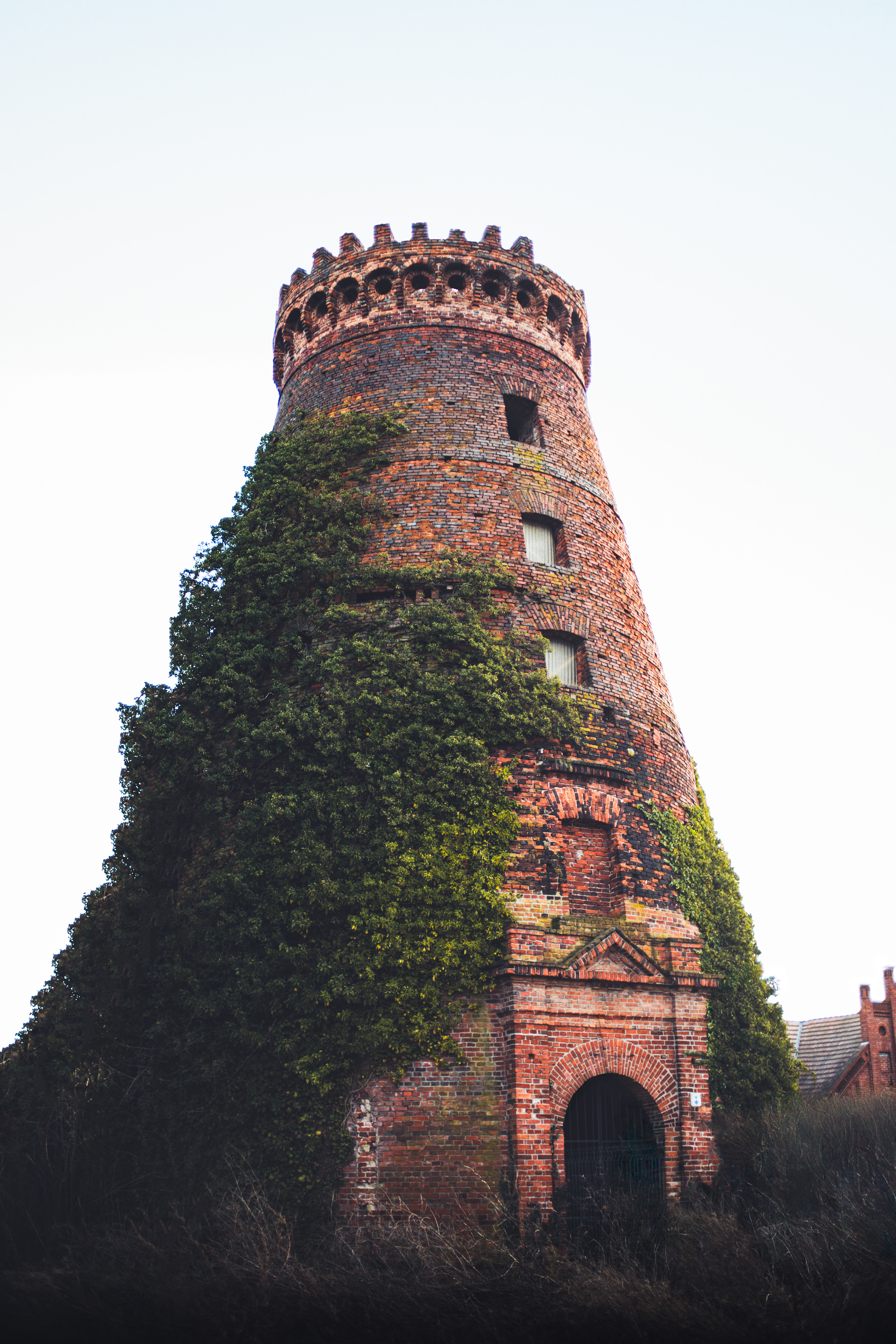
Zichorienturm in Genthin-Altenplathow

Die Pieschelsche Mühle, auch bekannt als Zichorienturm, ist ein denkmalgeschützter Mühlturm, welcher zur Zichorienfabrik „Pieschel & Co.“ des Carl Friedrich von Pieschel in Genthin-Altenplathow gehörte. Er gilt als ältestes Industriedenkmal der Stadt Genthin.

## Geschichte
Im Jahr 1807 gründete der Kaufmann Carl Friedrich von Pieschel gemeinsam mit seinem Schwager Carl Friedrich Kohlbach die erste Industrieanlage zur Verarbeitung landwirtschaftlicher Produkte in der Region Genthin. Dazu erwarb er das Gut Altenplathow nördlich des Plauer Kanals, welches einst der Familie von Plotho gehörte.

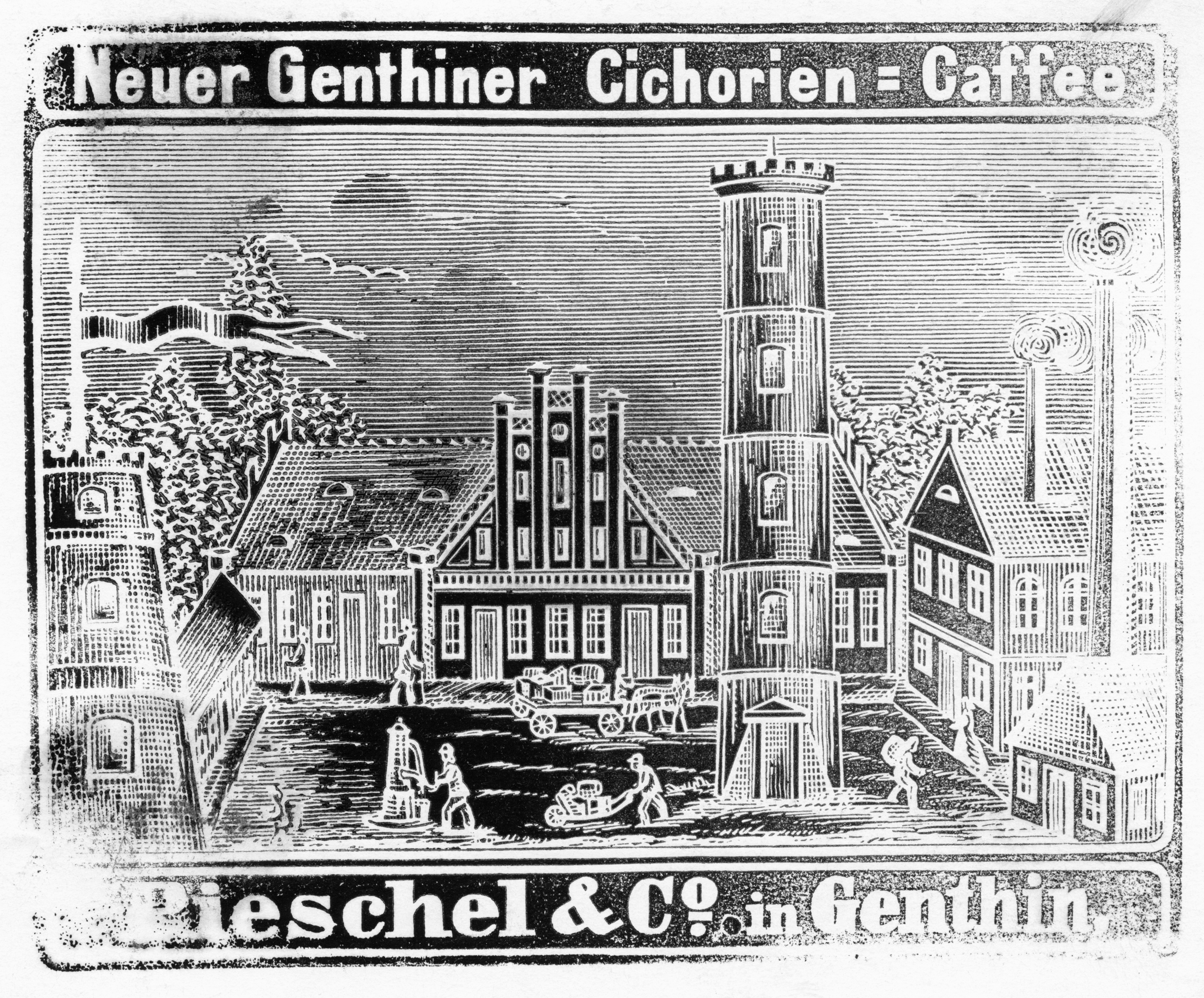
Holzstich der Zichorienfabrik "Pieschel & Co." mit dem Zichorienturm links am Rand

Der Turm wurde 1808 zunächst als Öl- und Getreidemühle errichtet, welche durch ein Göpelwerk und Pferdekraft betrieben wurde. Später wurden hier zudem die Wurzeln der Zichorie (Gemeine Wegwarte) geröstet, gemahlen und zu dem zu dieser Zeit beliebten Kaffee-Ersatz-Produkt – dem Zichorienkaffee – verarbeitet. Die Rohstoffe hierfür gelangten auf dem Wasserweg von Magdeburg aus nach Genthin. Ein Einstich vom Plauer Kanal führte bis an das Fabrikgelände heran und wurde zum An- und Abtransport der Rohstoffe und Fertigprodukte genutzt. In den 1960er Jahren wurde dieser Einstich verfüllt.
Ab 1813 erwies sich der Betrieb eines Göpelwerks als unproduktiv und so wurde der Turm zu einer Holländerwindmühle umgebaut. So konnten jährlich nun etwa 800 Wispel Raps und Rüben zu Salatöl sowie 2500 Wispel Zichorie und Getreide verarbeitet werden. Um 1840 arbeiteten etwa 150 Arbeiter in der Fabrik. Diese stammten meist aus Genthin und gelangten über die 1945 zerstörte Amtsbrücke direkt zur Fabrik.

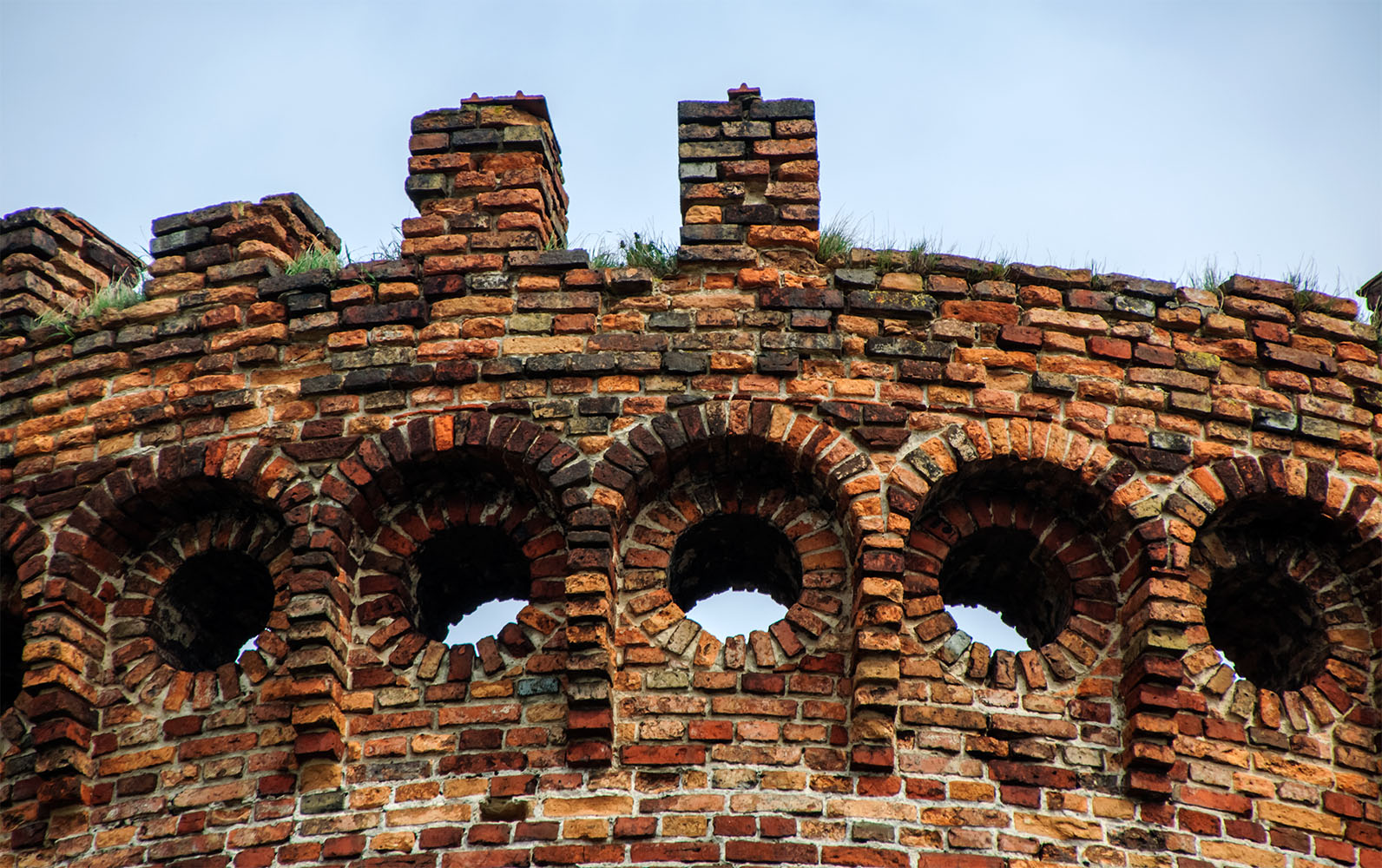
1871 aufgesetzte Zinnenkrone

Im Jahr 1871 wurde die Turmhaube mit der Holländerwindmühle durch einen Brand zerstört. Der Turm wurde anschließend erneut umgebaut und trägt seitdem auch die heute charakteristischen Zinnen. Die Windkraft wurde durch eine Dampfmaschine ersetzt und die Produktion auf etwa 30.000 Zentner Zichorie jährlich erhöht. Ab 1885 wurde der Betrieb stillgelegt, da sich die Zichorienverarbeitung in dem veralteten Betrieb nicht mehr rentierte.
Im Jahr 1949 wurde der Zichorienturm gemeinsam mit dem Schrotturm unter Denkmalschutz gestellt. Der Schrotturm wurde dennoch später abgerissen, da die Ziegelsteine für den Bau einer Schule benötigt wurden. 1999 brannte das Innere des Turms durch Brandstiftung. Aus Sicherheitsgründen wurde der Zugang anschließend vermauert. Im Jahr 2006 konnte der Turm durch die Unterstützung eines Förderprojekts der Arbeitsgemeinschaft Grundsicherung des Job-Centers Jerichower Land wieder geöffnet werden. Hierbei wurden umfangreiche Werterhaltungsmaßnahmen am Sockelbereich durchgeführt, so wurde unter anderem auch das Eingangsportal nach altem Vorbild wieder hergestellt.
Heute befindet sich der Turm im Besitz der Firma "Blume & Raneberg GmbH" und kann nur von der Fabrikstraße oder dem Volkspark Genthin aus betrachtet werden.

## Architektur
Der Turm besteht aus roten Ziegelsteinen, die vermutlich hauptsächlich aus Ziegeleien in Rathenow stammen, wie Stempel auf einzelnen Ziegeln zeigen.
Der Turm wurde seit seiner erstmaligen Errichtung um das Jahr 1808 mehrfach umgebaut und restauriert. So wurde er anfangs noch mit einem Göpelwerk betrieben. Ab 1813 wurde der Turm zu einer Holländerwindmühle umgebaut, welche jedoch 1871 abbrannte. Anschließend wurde dem Turm seine heutige Gestalt mit der charakteristischen Zinnenkrone gegeben.

Letzte bekannte Baumaßnahmen fanden im Jahr 2006 statt. Hierbei wurde auch das Eingangsportal nach altem Vorbild wieder hergestellt. 

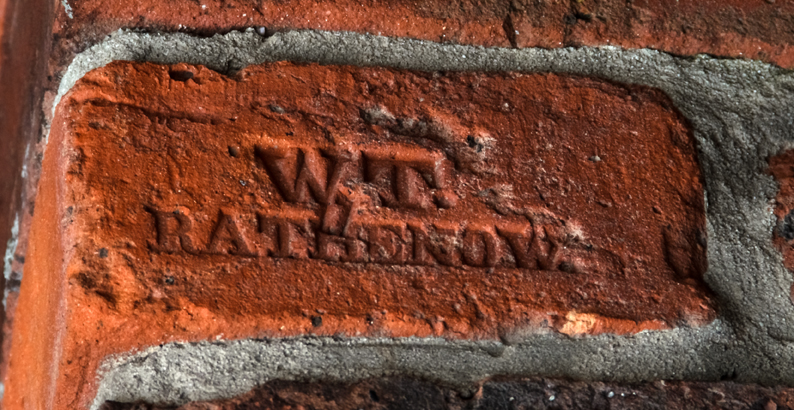
W.T. Rathenow
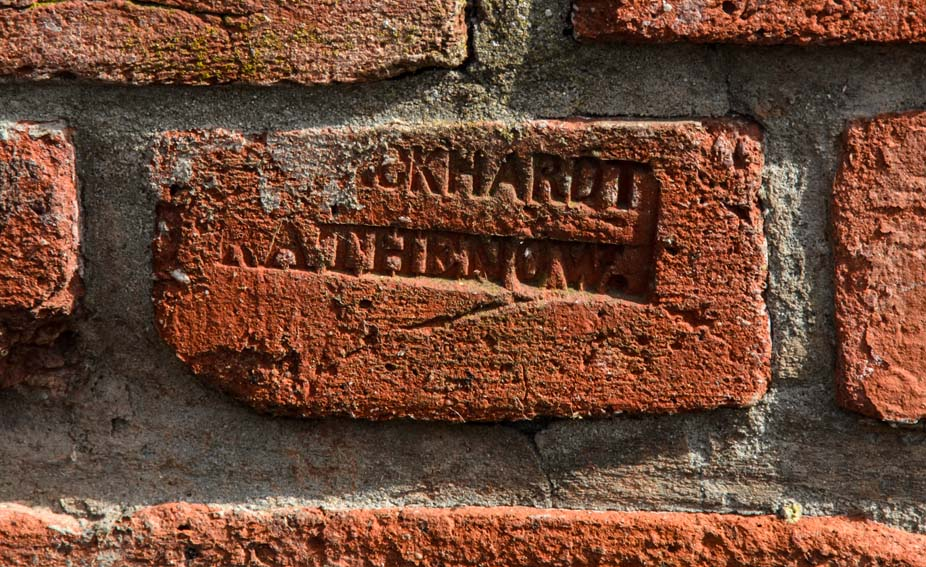
H. Burckhardt Rathenow
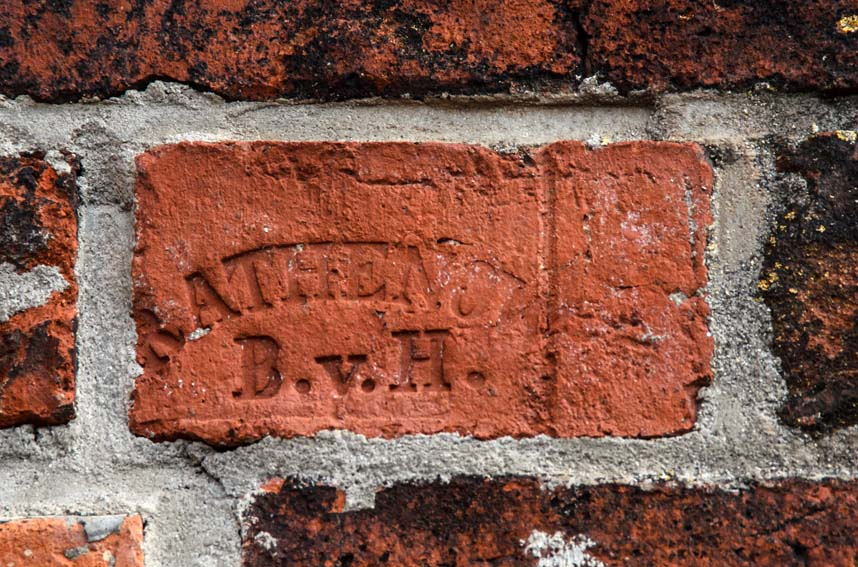
Rathenow B.v.H.
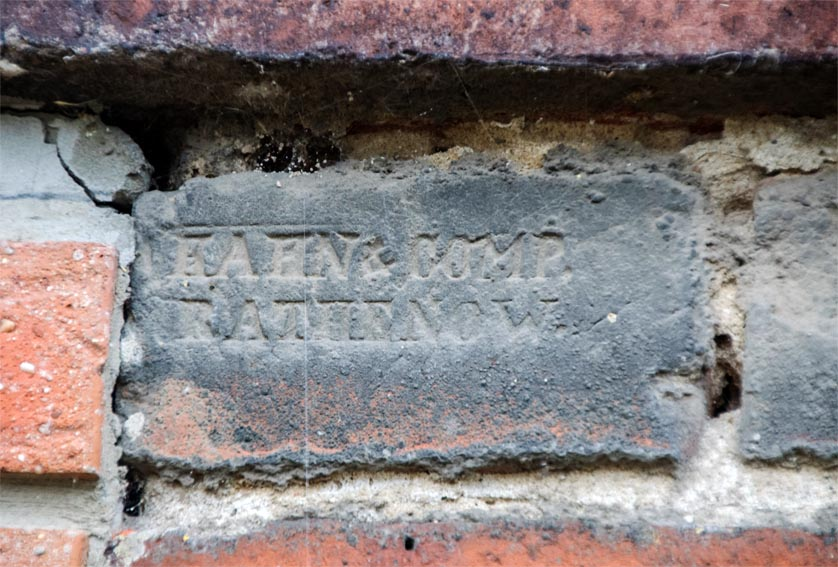
Hahn & Comp. Rathenow
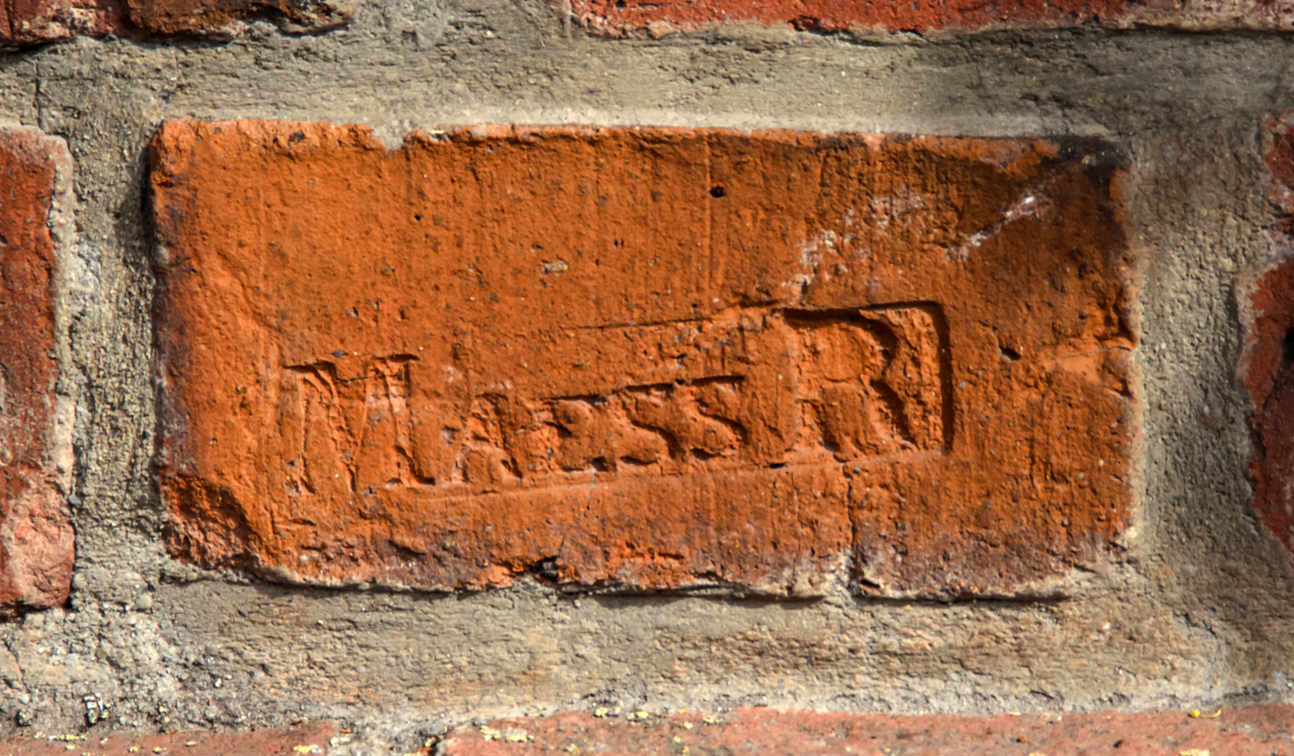
Maess R.
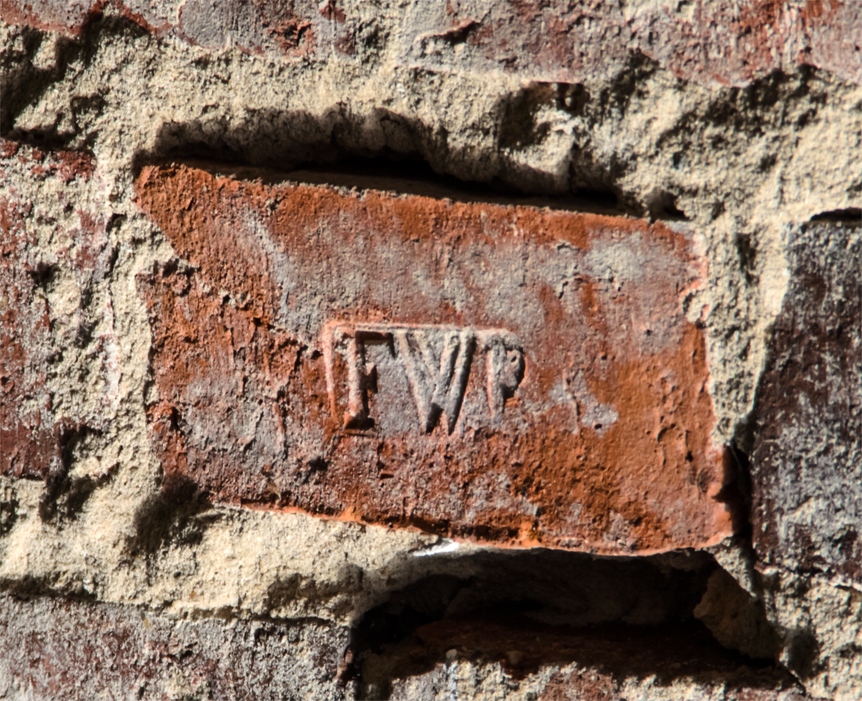
FWR

Der Stein mit dem Ziegelstempel "H. Burckhardt Rathenow" stammt aus einer Ziegelei des Kaufmanns Hermann Gottlob Gustav Burckhardt, welcher ab dem 11. Juni 1870 auch in Genthin tätig war. Dies würde auch mit dem Umbau des Turms nach dem Brand der Holländerwindmühle zusammenpassen.
Der Stein mit dem Ziegelstempel "Hahn & Comp. Rathenow" stammt entgegen der Ortszuweisung "Rathenow" wahrscheinlich aus einer Ziegelei in Brettin. Diese wurde erst 1888 durch den damaligen Pächter des Ritterguts errichtet und später von einem Herrn A. Hahn übernommen.